# Данченко Володимир Андрійович
Володимир Андрійович Да́нченко (21 квітня 1914, Маріуполь — 17 грудня 1967, Львів) — український радянський актор. Чоловік актриси Віри Полінської, батько режисера Сергія Данченка. Народний артист Української РСР (1954).

## Життєпис
Народився 8 [21] квітня 1914 року в місті Маріуполі (тепер Донецька область, Україна) у родині робітника. Брав участь у самодіяльності. 1931 року прийнятий до трупи запорізького (нині львівського) театру імені Заньковецької. З 1933-го навчався у Київський театральному інституті, який закінчив 1937-го. У цьому ж році повернувся до театру ім. Заньковецкої. Член ВКП(б) з 1940 року.
Під час німецько-радянської війни перебував з театром в евакуації та брав участь у фронтових бригадах.
Викладав у Київському державному інституті культури. Знімався у кіно.
Помер у Львові 17 грудня 1967 року. Похований на Личаківському цвинтарі.

## Ролі в театрі
Львівський драматичний театр ім. Марії Заньковецької
- «Платон Кречет» Олександра Корнійчука — Платон Кречет
- «Крила» Олександра Корнійчука — Ромодан
- «За тих, хто в морі!» Бориса Лавреньова — Максимов
- 1960 — «Фауст і смерть» Олександра Левади; реж. Борис Тягно — Ярослав
- «Кадри» Івана Микитенка — Крижень
- «Назар Стодоля» за однойменною п'єсою Тараса Шевченка — Назар Стодоля
- «Лісова пісня» за однойменною п'єсою Лесі Українки — Лукаш
- «Вий, вітерець!» Яніса Райніса — Улдіс
- «Заради сімейного вогнища» за Іваном Франком — Антось
- «Родина злочинця» Паоло Джакометті — Коррадо
- «Лисиця й виноград» Гільєрме Фігейредо — Езоп
- «Без вини винні» Олександра Островського — Незнамов
- «Три сестри» за однойменною п'єсою Антона Чехова — Тузенбах

## Фільмографія
- 1960 — «Мрії здійснюються» — Ілля Коршунов
- 1962 — «Здрастуй, Гнате!» — генерал

## Відзнаки
- 1951, 30 червня — Орден Трудового Червоного Прапора
- 1951 — Заслужений артист УРСР
- 1954 — Народний артист Української РСР
- 1960, 24 листопада — Орден «Знак Пошани»